# Палеарктика

Палеарктика на карте мира.

Палеарктическая область — зоогеографический регион, охватывающий Европу, Азию к северу от Гималаев и без Аравийского полуострова, а также Северную Африку до северного края пустыни Сахара. Часто понимается как составная часть голарктики. О подразделении палеарктической области нет общего мнения, чаще всего её подразделяют на четыре части: Средиземноморскую, Центрально-Азиатскую, Маньчжуро-Китайскую и Европейско-Сибирскую.
К региону относятся и острова, расположенные вблизи обозначенных частей материков. Палеарктический регион возник в эпоху палеогена, когда в нём развились новые формы растений и животных. Палеарктика образует вместе с Неарктикой (Северная Америка до Мексики и Гренландия) биогеографический регион Голарктику, охватывающий почти всё северное полушарие. Принадлежность отдельных регионов Земли к тому или иному биогеографическому региону нередко спорная.